# Kolchose (Hip-Hop)
Die Kolchose ist ein 1992 gegründeter Zusammenschluss (eine so genannte Posse) von Hip-Hop-Künstlern aus Stuttgart. Sie repräsentierte den Kern der Stuttgarter Hip-Hop-/Streetculture-Szene in den 1990ern. Das Kollektiv versteht sich als offene Künstlergruppe und Bewegung, deren engerem Kreis Schriftsteller, Medienwissenschaftler und bildende Künstler zugewandt sind.
Zur Kolchose gehören Jean-Christoph Ritter (Schowi), João dos Santos (Ju), Wasilios Ntuanoglu (Wasi) und Max Herre repräsentativ für die Gruppen Freundeskreis, Massive Töne und Afrob. DJs der Kolchose sind DJ 5ter Ton, DJ Friction und DJ Emilio. Darüber hinaus wirkten Mitglieder von Die Krähen, Deine Quelle, Skills en Masse, Breite Seite, Aktive Artisten, Fubar, Southside Rockers, DJ Bombastico, sowie zahlreiche Writercrews (usp, tsp, hws, cdu, coma, suma) aktiv an der Kolchose mit.
Die Kolchose-Mitglieder Jean-Christoph Schowi Ritter (MC der Massiven Töne) und Johannes Strachi Strachwitz gründeten 1996 das 0711Büro, aus dem später die Firma 0711 Entertainment hervorging.
Bei den HipHop Open 2012 stand die Kolchose erstmals nach über 15 Jahren zu einem großen Teil wieder gemeinsam auf der Bühne.